# Wilhelm Leopold von Heister
Leopold Wilhelm Karl August von Heister (* 1. März 1795 in Hofgeismar; † 17. August 1863 in Potsdam) war ein preußischer Generalmajor.

## Leben

### Herkunft und Familie
Er war Angehöriger der untitulierten hessischen Linie des Adelsgeschlechts von Heister. Seine Eltern waren der preußische Generalleutnant Levin von Heister (1757–1816) und dessen Ehefrau Justiane Sophie, geborene von Westernhagen (1758–1798) aus dem Hause Berlingerode. Er selbst vermählte sich 1836 im mecklenburgischen Basse mit Sophie Kaspare Marie von Schack (1814–1882) und hatte mit ihr zwei Töchter:
- Ina (* 21. Januar 1837; † 21. Juli 1864)
- Christina Ernestine Marie Bertha (* 20. April 1838; † 30. April 1871) ⚭ 1866 Ewald Gallus († 15. Oktober 1870), preußischer Major

### Werdegang
Heister begann seine Offizierslaufbahn 1805 als Kadett und wurde 1812 Portepeefähnrich im Regiment Garde zu Fuß der Preußischen Armee. 1813 avancierte er zum Sekondeleutnant und nahm an den Befreiungskriegen teil. Er kämpfte dabei in den Schlachten bei Großgörschen, Leipzig und Paris. Für seinen persönlichen Einsatz vor Paris wurde er mit dem Eisernen Kreuz II. Klasse ausgezeichnet. Nach dem Friedensschluss wurde er 1817 zum Premierleutnant, 1824 zum Kapitän und Kompaniechef sowie 1837 zum Major und Kommandeur des I. Bataillons im 10. Landwehrregiment befördert. Heister erhielt 1844 den Roten Adlerorden III. Klasse mit Schleife. Er wechselte 1846 zum 24. Infanterieregiment, wo er 1847 zum Oberstleutnant aufstieg. Im März 1848 wurde er mit der Führung des 11. Infanterieregiments beauftragt und im Mai desselben Jahres zum Regimentskommandeur ernannt. Heister hat 1849 seinen Beförderung zum Oberst und 1852 seinen Abschied mit dem Charakter als Generalmajor erhalten, wurde jedoch erst 1857 mit Pension zur Disposition gestellt.